# Okoljsko načrtovanje
Pri okoljskem načrtovanju gre za upoštevanje okoljskih parametrov pri oblikovanju načrtov, programov, usmeritev, zgradb ali izdelkov. Pri klasičnem preudarnem oblikovanju so morda res že od nekdaj upoštevali okoljske dejavnike, toda šele v okoljskem gibanju, ki se je začelo v štiridesetih letih dvajsetega stoletja, so koncept natančneje opredelili.
Okoljsko načrtovanje se lahko nanaša tudi na uporabne umetnosti in znanosti, ki se ukvarjajo z ustvarjanjem človeško zasnovanega okolja. Ta področja zajemajo arhitekturo, geografijo, urbanistično načrtovanje, krajinsko arhitekturo in oblikovanje notranjih prostorov. V okoljsko načrtovanje so lahko vključena tudi interdisciplinarna področja, kot sta ohranjanje zgodovinske dediščine in oblikovanje razsvetljave. V širšem pogledu okoljsko načrtovanje vpliva tudi na industrijsko oblikovanje izdelkov: inovativne avtomobile, vetrne generatorje, opremo, ki uporablja sončno energijo, in drugo vrsto opreme. Trenutno se izraz uporablja tudi pri ekoloških vprašanjih in vprašanjih trajnostnega razvoja.

## Zgodovina
Prvi znani koncepti okoljskega oblikovanja so se osredotočali predvsem na ogrevanje s sončno energijo, ki so ga začeli uporabljati v Antični Grčiji okrog leta 500 pr. n. št. V tistem času so na pretežnem območju Grčije izčrpali zaloge lesa, ki so ga uporabljali za gorivo, zaradi česar so začeli arhitekti oblikovati hiše, ki bi izkoriščale sončno energijo. Grki so se zavedali, da se položaj Sonca čez leto spreminja. Na zemljepisni širini 40° je na jugu poleti Sonce visoko in je v zenitu pod kotom 70°, medtem ko pozimi potuje niže in ima v zenitu 26°. Grške hiše so bile zgrajene tako, da so bile s fasado obrnjene proti jugu, kar je pomenilo, da so bile poleti deležne zelo malo oziroma nič sončnih žarkov, pozimi pa so bile povsem izpostavljene soncu, ki jih tako ogrevalo. Poleg tega so bile hiše, ker so bile obrnjene proti jugu, obvarovane pred hladnejšimi severnimi vetrovi. Ta preudarna postavitev hiš je vplivala na razvoj mrežnega vzorca starodavnih mest. Ker so bile hiše obrnjene od severa proti jugu, so ulice v grških mestih večinoma potekale od vzhoda proti zahodu.
S sončno arhitekturo so nadaljevali tudi Rimljani, ki so do prvega stoletja pr. n. št. podobno kot njihovi predniki skrčili večino gozdov na rodnem italijanskem polotoku. Rimski koncept heliocaminus, kar dobesedno pomeni »sončna površina«, je deloval po enakih načelih kot predhodne grške hiše. Številna javna kopališča so bila obrnjena proti jugu. Rimski arhitekti so oknom dodali stekla in na ta način omogočili prehod svetlobe in preprečili uhajanje toplote, zaradi česar je notranjost ostala topla. Prav tako so Rimljani uporabljali rastlinjake, v katerih so pridelovali pridelke vse leto in gojili eksotične rastline iz daljnih pokrajin cesarstva. Plinij starejši je pisal o rastlinjakih, ki so oskrbovali kuhinjo cesarja Tiberija čez vse leto.
Poleg usmeritve stavb proti soncu in uporabe stekla kot zbiralnika sončne toplote so stare civilizacije poznale tudi druge načine za izkoriščanje sončne energije. Grki, Rimljani in Kitajci so izoblikovali zaobljena ogledala, ki so osredotočila sončne žarke na določen predmet s tolikšno močjo, da je ta v nekaj sekundah zagorel. Sončni odsevniki so bili pogosto izdelani iz srebra, bakra ali polirane medenine.
Zgodnji začetki sodobnega okoljskega oblikovanja segajo v pozno 19. stoletje, ko je pisec/oblikovalec William Morris, zavrnil uporabo industrijskih snovi in postopkov pri izdelavi tapet, tkanin in knjig, ki so jih proizvajali v njegovem studiu. On in njegovi somišljeniki, med drugim John Ruskin so bili mnenja, da bo industrijska revolucija škodila naravi in delavcem.
V dokumentarnem filmu Phila Cousineauja z naslovom Ecological Design: Inventing the Future je bilo slišati trditev, da je bil v desetletjih, ki so sledila drugi svetovni vojni, »svet prisiljen k soočenju s temno senco znanosti in industrije«. Od sredine dvajsetega stoletja so misleci, med katerimi je bil Buckminster Fuller, spodbujali k širjenju in poglabljanju zanimanja okoljskih oblikovalcev. Danes energetska učinkovitost, ustrezna tehnologija, organska hortikultura in agrikultura, sanacija tal za rabo, smernice gibanja New Urbanism ter ekološko trajnostna energija in sistemi za ravnanje z odpadki veljajo za priznana merila ali možnosti, ki jih je mogoče uporabiti.
Z vključevanjem obnovljivih energetskih virov, kot so sončna fotonapetostna, sončna toplotna in celo geotermalna energija, v strukture je mogoče ustvariti poslopja z ničelno emisijo, kjer je poraba energije samoobnovljiva in ne povzroča onesnaževanja. Mogoča je tudi izdelava »energetsko pridobitvenih poslopij«, ki pridelajo več energije, kot jo porabijo, presežek pa bi bilo potem mogoče prodati omrežju. V Združenih državah ocenjujejo okoljsko trajnost struktur z ocenjevalnim sistemom LEED.

## Primeri
Med primeri okoljskega oblikovanja je uporaba računalniških modelov hrupa na cestah pri izdelavi protihrupnih pregrad in uporaba modelov razpršitve zraka na cestah pri analiziranju ter načrtovanju mestnih cest. Oblikovalci, ki pri svojem delu zavestno upoštevajo te novejše smernice filozofije in prakse, si prizadevajo za združitev narave in tehnologije, pri čemer je temelj oblikovanja ekologija. Nekateri ljudje so prepričani, da je mogoče strategije ohranjanja, upravljanja in obnove uporabiti na vseh ravneh, torej pri gradnji za posameznika kot pri gradnji celotnih skupnosti, in pri tem koristiti posamezniku ter lokalnim in planetarnim ekosistemom.
Med posebnimi primeri obsežnih projektov okoljskega oblikovanja so:
- Boston Transportation Planning Review
- Projekt in širjenje letališča BART - Bay Area Rapid Transit System Daly City Turnback.
- Metropolitan Portland, sistem hitrega tramvaja v Oregonu

## Glejte tudi
Energetsko učinkoviti objekti in oblikovanje:
- J. Baldwin
- Tom Bender
- Peter Calthorpe
- Center Lyle za regenerativne študije
- Šola Druk White Lotus - Ladakh, Indijska Himalaja
- William McDonough
- Victor Papanek
- Sim Van der Ryn
- Green Globe
- James Wines
- Ken Yeang
- Center Eastgate, Harare
- Portcullis House
- Mednarodni kamp YMCA, Nilshi, Indija

Raba energije (komercialna, gospodinjska, družbena):
- Amory Lovins
- Pot alternativne energije

Raba zemljišč in načrtovanje skupnosti
- Gozdarstvo
- Gozdni vrtovi
- Christopher Alexander
- Center Lyle za regenerativne študije
- Protihrupna pregrada
- Permakultura

Organizacije
- Kolidž za okoljsko načrtovanje Cal Poly Pomona
- Zveza za raziskovanje oblikovanja okolja (EDRA)
- Inštitut strokovne okoljske prakse
- Kolidž za okoljsko načrtovanje, Univerza Kalifornije, Berkeley

Urbana ekologija
- Biološki zadrževalnik
- Okoljsko načrtovanje
- Urbana ekologija
- Novi urbanizem
- Načela inteligentnega urbanizma

Preprečevanje kriminala
- CPTED
- Branljiv prostor (okoljsko načrtovanje)
- Fizična varnost

Novosti na področju obdelave odpadkov:
- John Todd

Druge sorodne teme
- Okoljsko primerna zasnova
- Trajnostno oblikovanje
- Okoljsko načrtovanje v železniškem prometu
- Oblikovanje z upoštevanjem vpliva na okolje